# James D. Watson
James Dewey Watson (født 6. april 1928) er en amerikansk molekylærbiolog, som er bedst kendt for at være en af opdagerne af DNA-molekylets struktur. Sammen med Francis Crick og Maurice Wilkins blev han i 1962 tildelt Nobelprisen i fysiologi eller medicin for opdagelsen af kernesyrers molekylære struktur og strukturens betydning for informationsoverførsel i levende materiale 
Hans største bidrag til molekylærbiologien i Cambridge er veldokumenteret i The History of the University of Cambridge: Volume 4 (1870 til 1990), udgivet af CUP i 1992.

## Opvækst og tidlig karriere
James Watson blev født d. 6. april 1928 i Chicago, Illinois. Fra den tidlige barndom var han fascineret af at kigge på fugle, en interesse han havde efter sin far, som var forretningsmand. I en alder af 15 år blev han indskrevet på University of Chicago. Som studerende undgik han så vidt muligt kemiundervisningen. Efter at have læst Erwin Schrödingers bog What is life? skiftede han studieretning fra ornitologi til genetik. Han fik bachelorgraden i zoologi i 1947.
Han var tiltrukket af Salvador Lurias arbejde. Luria modtog en delt Nobelpris for sit arbejde på Luria-Delbrück-eksperimentet, som handlede om genetiske mutationer. Luria var en del af en forskningsgruppe som brugte de vira der inficerer bakterier til at undersøge genetikken. Luria og Max Delbrück var blandt de førende i phag-gruppen som arbejdede indenfor dette felt, og brugte bl.a. Drosophila til studier i mikrobiel genetik.
I starten af 1948 begyndte James Watson på et ph.d. studium i Lurias laboratorium på Indiana University. Han mødte Delbrück for første gang det forår, og igen om sommeren under et besøg på Cold Spring Harbor Laboratory (CSHL). På det tidspunkt havde phag-gruppen på fornemmelsen at de var ved at opdage genets fysiske natur. I 1949 havde Watson et kursus hos Felix Haurowitz, som inkluderede det der var det konventionelle synspunkt på den tid: at proteiner var gener og var i stand til at replikere sig selv. Den anden hovedkomponent i kromosomerne, dna, blev af mange betragtet som et "dumt tetranukleotid", hvis eneste rolle var som støttemateriale for proteinerne. Selv på dette tidlige tidspunkt var Watson klar over det arbejde som Oswald Avery havde lavet, der antydede at dna var det genetiske molekyle. Watsons forskningsprojekt involverede inaktivering af bakterievira (phager) ved hjælp af røntgenstråler. 
Han fik sin ph.d. grad i zoologi fra Indiana University i 1950. Watson tog til derefter til Europa. Først var han på biokemikeren Herman Kalckars laboratorium i København. Kalckar var interesseret i kernesyrer og i phager som eksperimentelt system.
I København arbejdede Watson sammen med Ole Maaløe (et medlem af phag-gruppen), og sammen fik der lavet eksperimenter som støttede teorien om DNA som det genetiske molekyle. Watson havde lært om denne type eksperimenter sommeren før i Cold Spring Harbor. Eksperimenterne gik ud på at bruge radioaktivt fosfat som sporstof og undersøge hvilke molekylære komponenter som rent faktisk inficerede bakterien ved en virusinfektion. Watson fik aldrig noget frugtbart arbejde ud af samarbejdet med Herman Kalckar, men han fulgte med Kalckar til en konference i Italien, hvor Watson hørte Maurice Wilkins holde foredrag om sine røntgendiffraktionsdata fra eksperimenter med DNA. Watson var nu sikker på at DNA havde en egentlig molekylær struktur som kunne bestemmes. 
I 1951 offentliggjorde kemikeren Linus Pauling sin model af proteiners alfahelix, som var resultatet af Paulings anstrengelser med røntgenkrystallografi og bygning af molekylemodeller. Dette gav Watson et ønske om at lære at udføre røntgendiffraktionseksperimenter, så han kunne det bruge dem til at bestemme strukturen af DNA. Den sommer mødte Luria John Kendrew, og fik arrangeret at Watson kom på forskningsophold hos ham i England.

## DNAs struktur
I oktober 1951 startede Watson på Cavendish Laboratory, fysisk institut på University of Cambridge, hvor han mødte Francis Crick. Watson og Crick begyndte et intenst intellektuelt samarbejde, som mindre end halvandet år senere resulterede i deres opdagelse af DNA’s struktur.
Crick løste de matematiske ligninger der ligger bag teorien for helixers diffraktion, og Watson kendte alle nøgleresultaterne for DNA fra phag-gruppen. 
Sidst i 1951 begyndte Watson og Crick en række uformelle udvekslinger med Wilkins. I november var Watson til et seminar med Rosalind Franklin, som talte om de røntgendiffraktionsdata hun havde opsamlet sammen med Raymond Gosling. Disse data indikerede at dna var en slags helix. Kort tid efter seminaret konstruerede Watson og Crick en ukorrekt model af DNA’s struktur, som havde fosfatrygraden ind imod helixens centrum. Franklin hævdede at fosfaterne måtte sidde på ydersiden, ikke på indersiden. Watson og Crick indså at hun havde ret og benyttede denne information til bestemmelsen af den endelige helixstruktur. De fik Franklins resultater fra Wilkins uden hendes kendskab og accept.
Igennem 1952 var Watson og Crick blevet bedt om ikke at arbejde på at lave molekylemodeller af DNA.
 I stedet for var Watsons officielle opgave at udføre røntgendiffraktionseksperimenter på tobacco mosaic virus, som var den første virus der blev identificeret (1886) og oprenset (1935). Eftersom elektronmikroskopi havde vist at virussen dannede krystaller inden i inficerede planter gav det god mening at isolere virussen og undersøge den med røntgenkrystallografi. Tidlige røntgendiffraktionsbilleder var blevet opnået allerede før 2. verdenskrig, og i 1954 havde Watson udledt fra sine eksperimenter at tobacco mosaic virus havde en helisk struktur.  På trods af hans officielle opgave, fortsatte Watson dog, sammen med Crick, med at tænke over hvordan man kunne løse DNA’s struktur.
I 1952 besøgte Erwin Chargaff England, og inspirerede Watson og Crick til at lære mere om nukleotidbiokemi. Der var fire nukleobaser: guanin (G), cytosin (C), adenin (A) and thymin (T). Eksperimenter havde vist at mængden af C altid var den samme som G, og mængden af A den samme som T, dette var det såkaldte Chargaffs forhold. Jerry Donohue viste Watson og Crick de korrekte strukturer af de fire baser.
I 1953 fik Watson og Crick tilladelse fra laboratorielederen og Wilkins til at forsøge at bygge en strukturmodel af DNA.

### Gennembruddet
Watson vigtigste bidrag var opdagelsen af nukleotidernes basepar, som er hele nøglen til DNA’s struktur og funktion. Denne opdagelse blev gjort ved at lege med molekylemodeller.
Imens han ventede på at Cavendishs værksted fik lavet modeller i tin, lavede Watson 21. februar 1953 en molekylemodel i pap. Chargaff havde allerede foreslået at baserne var parret med hinanden, og med dette in mente gik han i gang. De store to-ringsbaser A og G (puriner) blev parret med de små et-ringsbaser (pyrimidiner). Efter at have bygget papmodeller, ledte Watson efter muligheden for at der kunne dannes hydrogenbindinger i mellem baserne. De fire basemolekyler har flade ringstrukturer. Watson flyttede molekylerne rundt på bordet, og han indså at det kunne lade sig gøre at danne to hydrogenbindinger i mellem A og T, og tilsvarende tre hydrogenbindinger i mellem C og G.
Derefter så han at de to par kunne lægges over hinanden med samme overordnede struktur. De hexagonale ringe sad lige langt fra hinanden i de to par, og en relative orientering af de store (A og G) molekylers femleddede ringe var den samme. Watson fik en følelse af at alt for mange brikker faldt på plads til at dette ikke skulle være svaret. Han fik ret.

## Nobelprisen
Watson og Crick fortsatte arbejdet med at udlede dobbelthelix-strukturen, det blev sendt til tidsskriftet Nature og publiceret 25. april 1953  Watson, Crick, og Wilkins blev tildelt Nobelprisen i fysiologi eller medicin i 1962 for deres opdagelse af strukturen af DNA.

## The Double Helix
I 1968 skrev Watson The Double Helix. Denne bog er den sommetider smertefulde historie om ikke blot opdagelsen af DNA’s struktur, men også de personer, konflikter og stridigheder der var omkring arbejdet. Bogen skulle oprindelig have været udgivet på Harvard University Press, men efter indsigelser fra bl.a. Francis Crick og Maurice Wilkins droppede Harvard bogen, som efterfølgende blev udgivet hos et kommercielt forlag. Dette blev betragtet som lidt af en skandale. Bogens oprindelige titel skulle have været "Honest Jim" ("Ærlige Jim") delvis pga. det etiske spørgsmål omkring at få adgang til Franklins røtgendiffraktionsdata før de var blevet publiceret. Watson synes ikke på noget tidspunkt at have bekymret sig om dette. Hvis det blot drejede sig om at komme før Linus Pauling med strukturen, så var Franklin med hendes grundige behandling af data blot en forhindring der skulle overvindes. Wilkins og andre var der og kunne hjælpe Watson og Crick med det.

## Genomprojektet
Watsons bedrifter og succes førte i 1988 til at han blev udnævnt til leder af Human Genome Project på National Institutes of Health (NIH), en stilling han varetog indtil 1992. Watson forlod genomprojektet efter uoverensstemmelser med direktøren for NIH, Bernadine Healy. Watson var modstander af Healys forsøg på at udtage patenter og ejerskabsrettigheder på gener baseret på identifikation af gensekvenser. Han forlod stillingen som leder af genomprojektet, da det ikke var tilladt på at være leder af projektet og samtidig varetage den stilling som han stadig havde på Cold Spring Harbor Laboratory. Dr. Francis Collins overtog lederskabet af genomprojektet, og Watson blev i 1994 direktør for CSHL, en stilling som han havde i 10 år.
James D. Watsons genom er det første komplette individuelle humane genom, der er blevet sekventeret.

## Stillinger

### Allen Institute for Brain Science
Dr. Watson er nu institutrådgiver for det nyligt oprettede Allen Institute for Brain Science.
Instituttet, som ligger i Seattle, Washington, blev oprettet i 2003. En multidisciplinær gruppe af hjerneforskere, molekylærbiologer, ingeniører, matematikere, statistikere og dataloger arbejder sammen på instituttet. De undersøger expressionen af 20000 gener i musehjerner for at kortlægge expressionen på cellulært niveau. De opnåede data er offentligt tilgængelige i Allen Brain Atlas på www.brain-map.org.
- Allen Institute for Brain Science Arkiveret 5. april 2007 hos  Wayback Machine

### Champalimaud Fonden
I januar 2007 blev Dr. Watson udnævnt til formand for Champalimaud Fondens naturvidenskabelige råd, et rådgivende organ. Han vil være ansvarlig for at udvælge rådets øvrige medlemmer. 

## Kontroverser

### Om brugen af resultaterne fra King's College London
Der er opstået en vedvarende stridighed om Watson og Cricks brug af Rosalind Franklin og Raymond Goslings røntgendiffraktionsdata for DNA. Den opstod ud fra det faktum at nogle af Franklins data blev stjålet og brugt af Watson og Crick, uden hendes viden, og af kolleger og Max Perutz.  Gennem forbindelser til King's College stjal Watson Franklins resultater uden hendes viden og tilladelse. Da han spurgte hende om tilladelse til at bruge hendes krystallografiske resultater, nægtede hun at give ham den. Hendes eksperimentelle resultater gav et estimat for vandindholdet i DNA-krystallerne og disse resultater var konsistente med at de to sukker-fosfat-rygradskæder skulle sidde på ydersiden af molekylet. Franklin fortalte Watson og Crick personligt at sukker-fosfat-grupperne måtte sidde på DNA-molekylets yderside. Hendes identifikation af rumgruppen for DNA-krystallerne afslørede for Crick at de to strenge måtte være antiparallelle. Gosling og Franklins røntgendiffraktionsbilleder gav det bedste bevis overhovedet for DNA’s helixstruktur. Franklins eksperimentelle arbejde var derfor afgørende for Watson og Cricks arbejde.
Forud for publikationen af dobbelthelixstrukturen havde Watson og Crick meget lidt kontakt med Franklin. Watson og Crick følte at de havde haft gavn af at samarbejde med Wilkins. De tilbød ham medforfatterskab på den første artikel der beskrev DNA-strukturen. Wilkins afslog dette tilbud. I stedet for at gøre en anden af DNA-forskerne på King's College medforfatter på artiklen, udgav de i stedet to andre artikler fra King's College sammen med helix-artiklen. Brenda Maddox mente at pga. Franklins arbejdes betydning for Watson og Cricks modelbygning skulle Franklin have været medforfatter på den originale artikel. Franklin ikke nævnt med et ord i Watson og Cricks Nobelpristale.

### Andre kontroverser
Watson, som er ateist, er kendt for sine utilslørede meninger om politik, religion og naturvidenskabens betydning i samfundet. Hans synspunkter betragtes i flere tilfælde som kontroversielle.
For eksempel er han en varm fortaler for genetisk modificerede madvarer, da han mener at fordelene langt opvejer de ulemper som antagelig er der. Desuden mener han at argumenter imod genetisk modificerede madvarer er uvidenskabelige og irrationelle. Hans syn på disse ting er beskrevet i hans bog DNA: The Secret of Life (2003).
Han har også gentagne gange støttet genetisk screening af fostre og gensplejsning i offentlige foredrag og interviews. F.eks. taler han for at de "dummeste" 10% af befolkningen skulle fjernes ved abort før fødslen og at alle piger skulle gensplejses så de blev kønne 
Watson har ikke høje tanker om fede menneskers ambitioner og energi, og han er citeret for at sige: "Whenever you interview fat people, you feel bad, because you know you're not going to hire them" ("Man føler sig skidt tilpas når man har fede mennesker til jobsamtale, fordi man ved at man ikke vil give dem et job") .
Han er også blevet anklaget for at retfærdiggøre antisemitisme, for at ville begrænse antallet af folk i visse religiøse og etniske grupper, for at påstå at dovenskab hos sorte er genetisk bestemt og for at mene det er i orden at dræbe handicappede nyfødte. .
I et interview på BBC har Watson argumenteret for at vi som mennesker må påtage os ansvaret for vores fremtid ved at udvælge og værne om vores gener, som en logisk følge af manglen på "naturlig selektion" i den menneskelige verden.
Watson har ydermere haft ikke så få uoverensstemmelser med Craig Venter om hans brug af EST fragmenter mens Venter arbejdede på NIH. Venter dannede senere firmaet Celera og fejden mellem de to fortsatte gennem det privatfinansierede foretagende. Watson er citeret for at have kaldt Venter for Hitler (The Genome War, J. Shreeve).
I 2007 udtalte Watson under et interview, at den vestlige verdens bistand til Afrika var slået fejl, fordi hjælpearbejdet var baseret på den fejlslutning, at (de sorte) afrikaneres intelligens var lavere end gennemsnittet,, og at der blandt mennesker er et ønske om at behandle alle lige, men at personer, der har haft med sorte ansatte at gøre, godt ved, at det ikke er sandt. Udtalelserne blev fulgt op af en bogudgivelse kort efter, hvori synspunkterne blev gentaget og uddybet. Udtalelserne vakte bestyrtelse, og førte til, at han blev opsagt fra Cold Spring Harbour Laboratory Ti år senere fastholdt Watson sine synspunkter i en dokumentar om ham, hvilket medførte, at han også blev frataget sine honorære titler ved laboratoriet.
I oktober 2018 var han udsat for et trafikuheld og har siden boet på et plejehjem, hvor han har "meget begrænset" fornemmelse af, hvor han opholder sig.

## Mere litteratur
- Chadarevian, S. (2002) Designs For Life: Molecular Biology After World War II. Cambridge University Press ISBN 0-521-57078-6
- Chargaff, E. (1978) Heraclitean Fire. New York: Rockefeller Press.
- Chomet, S., ed., (1994) D.N.A.: Genesis of a Discovery London: Newman-Hemisphere Press.
- Hunter, G. (2004) Light Is A Messenger: the life and science of William Lawrence Bragg. Oxford University Press. ISBN 0-19-852921-X
- Olby, R. (1974) The Path to The Double Helix: Discovery of DNA. London: MacMillan. ISBN 0-486-68117-3; Definitive DNA textbook, with foreword by Francis Crick, revised in 1994 with a 9 page postscript.
- Olby, R. (2003) "Quiet debut for the double helix" Arkiveret 7. februar 2007 hos  Wayback Machine Nature 421 (January 23): 402–405.
- Ridley, M. (2006) Francis Crick: Discoverer of the Genetic Code (Eminent Lives) New York: Harper Collins. ISBN 0-06-082333-X.
- Watson, J. D. (1968) The Double Helix: A Personal Account of the Discovery of the Structure of DNA. New York: Atheneum.
- Watson, J. D., T. A. Baker, S. P. Bell, A. Gann, M. Levine, and R. Losick, eds., (2003) Molecular Biology of the Gene. (5th edition) New York: Benjamin Cummings ISBN 0-8053-4635-X
- Watson, J. D. (2002) Genes, Girls, and Gamow: After the Double Helix. New York: Random House. ISBN 0-375-41283-2
- Watson, J. D. with A. Berry (2003) DNA: The Secret of Life New York: Random House. ISBN 0-375-41546-7
- Watson, J.D. (2007) Avoid boring people and other lessons from a life in science, 366 pp., New York: Random House. ISBN 978-0-375-41284-4
- Wilkins, M. (2003) The Third Man of the Double Helix: The Autobiography of Maurice Wilkins. Oxford: Oxford University Press. ISBN 0-19-860665-6.

## Multimedia
- BBC Four Interviews – Watson og Crick taler på BBC i 1962, 1972 og 1974.
- Charlie Rose "DNA: The Secret of Life" Arkiveret 27. august 2006 hos  Wayback Machine – videointerview med James D. Watson.
- Charlie Rose "Charles Darwin" – Charlie Rose interviewer Watson og Edward O. Wilson om biology og Darwins betydning.
- NPR Science Friday: "A Conversation with Genetics Pioneer James Watson" – Ira Flatow interviewer Watson om dna’s historie og hans seneste bog A Passion for DNA: Genes, Genomes, and Society.
- NPR Science Friday "DNA: The Secret of Life" – Ira Flatow interviewer Watson om hans nye bog.